# Whitney Chadwick
Whitney Chadwick ( EE.UU., 28 de julio de 1943), es una historiadora del arte y educadora estadounidense que ha publicado sobre arte contemporáneo, modernismo, surrealismo y género y sexualidad. Su libro Women, Art and Society fue publicado por Thames and Hudson en 1990 y revisado en 1997. Actualmente está en su quinta edición. Chadwick es Profesora Emérita de la Escuela de Arte de la  Universidad Estatal de San Francisco.

## Biografía
En 1965 se licenció en  Bellas Artes en  Middlebury College. Se doctoró en  la Universidad Estatal de Pensilvania en 2003 y obtuvo un doctorado honorario en la Universidad de Gotemburgo.
Ejerció la docencia en la Escuela de Arte de la Universidad Estatal de San Francisco, donde actualmente es profesora emérita. También dio clases en el Instituto de Tecnología de Massachusetts, la Universidad de Stanford y la Universidad de California, Berkeley.
En 2010-2011 obtuvo una beca en el Instituto Radcliffe de Estudios Avanzados de la Universidad de Harvard, donde trabajó en In the Company of Women: Female Sexuality and Empowerment in the Surrealist World, centrándose en mujeres artistas surrealistas de las décadas de 1930 y 1940.
Chadwick fue la segunda esposa del artista Robert Bechtle, hasta su muerte en 2020.

## Publicaciones
Además de Mujeres, arte y sociedad (1990), Chadwick ha publicado Leonora Carrington: la realidad de la imaginación; Mujeres Artistas y el Movimiento Surrealista; Mito en la Pintura Surrealista; Amazonas en el Salón: El Arte de Romaine Brooks. Además  participó en el libro escrito por Liz Rideal, Mirror Images: Women Surrealism, and Self-Representation. Chadwick editó con Isabelle de Courtivron, Significant Others: Creativity and Intimate Partnership y con Tirza True Latimer editó The Modern Woman Revisited: Paris between the Wars. En 1998 publicó su novela Framed.

### Ensayos de catálogos de exposiciones
Chadwick ha publicado ensayos sobre María Elena González, Mona Hatoum, Nalini Malani y Sheila Hicks, entre otras.

## Premios y reconocimientos
Chadwick recibió muchos premios y honores, incluido su desempeño como integrante del Instituto de Arte Sterling y Francine Clark (2002); el Foro de Estudios Avanzados en Artes, Idiomas y Teología de la Universidad de Uppsala y una beca /residencia del Instituto Radcliffe de la Universidad de Harvard (2010–2011). En 1999 recibió el Premio del National Council of Arts Administrators.